# 슬픈 로라
《슬픈 로라》(Laura, les ombres de l'ete, Laura, Shadows Of A Summer)는 프랑스에서 제작된 데이비드 해밀턴 감독의 1979년 드라마, 멜로/로맨스 영화이다. 제임스 밋첼 등이 주연으로 출연하였다.

## 출연

### 주연
- 제임스 밋첼
- 마우드 아담스
- 돈 던랩

### 조연
- 버나드 데일른커트
- 모린 커윈